# Martin Rikli
Martin Rikli (* 19. Januar 1898 in Zürich; † 7. April 1969 ebenda) war ein Schweizer Regisseur und Dokumentarfilmer in der Zeit des Nationalsozialismus und ein bedeutender Kulturfilmer der 1920er und 1930er Jahre. Riklis Vater war der Schweizer Botaniker und Pflanzengeograf Martin Albert Rikli.

## Leben
Rikli besuchte in Zürich das Gymnasium und studierte an der ETH Zürich Chemie. 1921 schloss er mit dem Diplom als Ingenieurchemiker ab. Bereits 1919 gründete er die Akademische Gesellschaft für Flugwesen in Zürich mit dem Namen «Agis», deren Präsident er bis 1921 war. Zu dieser Zeit entstanden erste Luftbildfotografien der Alpen. 1921 zog er nach Dresden, um am Wissenschaftlich-Photographischen Institut der Chemischen Abteilung der Sächsischen Technischen Hochschule zu Dresden bei Professor Robert Luther Wissenschaftliche Photographie und bei Professor Lottermänner Kolloid-Chemie zu studieren. 1923 schloss Martin Rikli mit einer Promotion zu dem von der in Dresden ansässigen Zeiss Ikon ausgeschriebenen Thema «Die Abhängigkeit der Entflammbarkeit photographischer Zellulosefilme vom chemischen Alter» mit dem Prädikat «sehr gut» als Doktor-Ingenieur ab. Für diese Arbeit erhielt Rikli den Preis der Ica-Mimosa-Stiftung. Er wurde als wissenschaftlicher Mitarbeiter im Versuchsraum der Zeiss Ikon eingestellt, der von Professor Emanuel Goldberg geleitet wurde. Hier war er an der Entwicklung der Kinamo als auch eines speziell für diese Handkamera konstruierten Elektromotors für Zeitlupen- und Zeitrafferaufnahmen und einer Apparatur für Mikrofilmaufnahmen beteiligt. Schwerpunkte der Forschung lagen in der Mikro-Photographie und Mikro-Kinematographie. So entstand der abendfüllende Film An der Schwelle des Lebens (1926), der vor allem mikroskopische Aufnahmen der Flora und Fauna zeigte. Rikli veröffentlichte mehrere wissenschaftliche Aufsätze in der Zeitschrift Filmtechnik und war einige Zeit für die Redaktion der Zeiss-Ikon-Zeitschrift Die Projektionstechnik verantwortlich.
Daneben hielt er national und international wissenschaftliche Vorträge über die im Versuchsraum gewonnenen Forschungsergebnisse. Im Auftrag der Zeiss Ikon organisierte er Ausstellungen und betreute diese und gab Fortbildungskurse für Lehrer in Optik und Produktionstechnik. 1927 wurde ihm auf Grund seiner besonderen Kenntnisse angeboten, als Kameramann eine Film-Safari nach Afrika zu begleiten. Diese wurde seine Expeditionsreise, auf der er für Zeiss Ikon Tropenfilmmaterialien testete und Foto-Reportagen für den Dresdner Anzeiger schrieb. Es gelang ihm im Ergebnis, einen langen Kulturfilm mit dem Titel Heia Safari zu realisieren. Dieser Film lief in Dresden erfolgreicher als der Film Spione von Fritz Lang, woraufhin Martin Rikli von der Kulturabteilung der UFA als wissenschaftlicher Mitarbeiter und Kameramann angestellt wurde. Der Vertrag wurde ein Jahr später um die Funktion des Regisseurs erweitert. Rikli wurde in der Kulturabteilung der UFA für Filme zu chemischen und physikalischen Themen verantwortlich, konnte aber auch weiter regelmässig Expeditionsfilme in China, Abessinien und anderen Regionen der Welt drehen.
Nordlandbilder (1928) war der erste bekannte Kulturfilm, den Rikli für die UFA realisierte. Als Kameramann und Regisseur drehte er 1928/29 den kurzen Dokumentarfilm Waldeszauber (1929). In Werden und Vergehen arbeitete Rikli mit Vergrösserungen und Zeitrafferaufnahmen. In diesem Film zeigte er das Wachstum von Schimmelpilzen, beobachtete eine Venusfliegenfalle und blickte auf biologische Prozesse, die Milch und Honig entstehen lassen. Er nannte diese Filme «Gefilmtes Wissen». In diesem Sinn erklärt er in seinem Film Atmen ist Leben von 1929 die Atmung von Menschen, Tieren und Pflanzen.
1929 drehte er auf einer Expedition in Nordafrika eine Reihe von Kurzfilmen, die auch gekoppelt als abendfüllender Film Land des Schattens verliehen wurden. Als weiteres Ergebnis dieser Expedition publizierte er das reich illustrierte Buch Am Rande der Sahara. Teile dieser Filme wurden als Dokumentarfilmsequenzen für den Film Am Rande der Sahara eingebaut. Für die Aufnahmen der Arbeit der Schwammfischer entwickelte er eine erste einfache Unterwasser-Filmapparatur. Anschliessend entstanden mehrere Filme zu physikalischen Themen, und er arbeitete an verschiedenen Werbefilmen mit, wie zum Beispiel Er kommt (Bolle) oder Entspannung mit Wolfgang Kaskeline.
Anfang 1932 wurde Martin Rikli als Sonderberichterstatter der Mandschurei-Krise nach China entsandt. Dort drehte er 15 Wochenschau-Sujets und fotografierte. Nach der Berichterstattung von der militärischen Okkupation drehte er noch Material für verschiedene Kulturfilme, wie zum Beispiel Im Heiligtum von Ling Yin (1932), und Materialien, die er in dem Film Wunderbauten aus Chinas Kaiserreich (1934) verwendete.
In dem Film Mit Kreuzer Königsberg in See (1933) erzählte er von der Arbeit auf einem Schiff der Marine. Zunächst montierte Rikli wieder Filme aus den Materialien anderer Kameramänner, bevor er ab Mitte 1934 erneut eigene Filme realisierte. Die Arbeiten Martin Riklis in den Jahren 1933 bis 1944 teilen sich in zwei Bereiche: Er realisierte Filme, die weiterhin die Phänomene von Natur und Wissenschaften einem interessierten Publikum verständlich machen und deren Neugierde wecken sollten, sowie Filmproduktionen, die sich den entsprechenden Themen des nationalsozialistischen Alltags und staatstragender Bereiche widmeten. So entstand zum Beispiel 1934 in Zusammenarbeit mit den Forschungsinstituten für Wasserbau und Schiffbau in Berlin, Hannover und Hamburg der Film Strömungen und Wirbel. Es wurde ihm auf Grund seiner Erfahrung als Flieger angeboten, mehrere Junkers-Flüge zu begleiten. So entstand u. a. der Film F.P.1 wird Wirklichkeit über eine Plattform im Atlantik, auf der Postflugzeuge auf ihrem Weg nach Lateinamerika zwischenlanden konnten. Im gleichen Jahr drehte Rikli auch Gorch Fock über die Ausbildung von Matrosen und Strassen ohne Hindernisse über den Bau der Reichsautobahn. Anschliessend begab sich Rikli im Auftrag der UFA auf eine sechsmonatige Expedition nach Abessinien. Es entstanden in dieser Zeit mindestens 15 Wochenschaubeiträge, dutzende Bildreportagen für Zeitungen und Zeitschriften sowie der abendfüllende Kulturfilm Abessinien von heute – Blickpunkt der Welt (1935). Als Auskopplungen aus diesem Film wurden fünf thematische Kurzfilme verliehen. Rikli hatte darüber hinaus eine Ausstellung über «Abessinische Kunst» zusammengestellt, die anlässlich der Premiere in Berlin eröffnet wurde. Er verliess Abessinien vor Ausbruch des Krieges mit Italien. 1935 erschien im Scherl-Verlag sein Buch Wie ich Abessinien sah, und er hielt während des Italienisch-Äthiopischen Krieges Vorträge über das Land. Ein weiteres Buch mit dem Titel Seltsames Abessinien: Als Filmberichterstatter am Hof des Negus erschien 1946, und Rikli plante 1950 eine erneute Expedition nach Abessinien.
1936 arbeitete Rikli an einem Film Achtung Aufnahme, in dem er am Beispiel der verschiedenen an einer Filmproduktion beteiligten Abteilungen erläutert, welche besonderen Anforderungen der Farbfilm an alle Beteiligten stellt. Dieser Film ist nur in Fragmenten überliefert. Es entstanden wieder Filme über physikalische Phänomene und die Zusammenhänge der Welt – wie Unendlicher Weltraum (1937) oder Pulsschlag des Meeres (1937) sowie Husaren der See (1937). Den Höhepunkt dieses Jahres bildete der Film Röntgenstrahlen über die «Röntgenkinematographie», von der man sich zusätzliche medizinische Erkenntnisse erhoffte. Dieser amüsante Film voll überraschender Entdeckungen erhielt auf den Filmfestspielen in Venedig den ersten Preis für den besten wissenschaftlichen Film sowie auf der Weltausstellung in Paris den Grand Prix. 1937 realisierte Martin Rikli mindestens sechs Kulturfilme. Im Auftrag des Reichsluftfahrtministeriums entstand ebenfalls 1937 der abendfüllende Film Flieger, Funker, Kanoniere. Rikli montierte für dieses Porträt der Luftwaffe Ausschnitte von der Ausbildung junger Flieger mit Manöveraufnahmen.
Es folgten Filme wie Sonne, Erde, Mond (1938), Grundstoffe der Ernährung (1938), Arbeitsmaiden helfen (1938), Wissenschaft weist neue Wege (1939) oder Sinfonie der Wolken (1939), um nur einige zu nennen. In Filmen von 1939/1940, wie zum Beispiel Radium, Schiessen und Treffen oder Jugend fliege spiegeln sich bereits die Ereignisse des Krieges.
1940 reiste Martin Rikli im Auftrag des Oberkommandos der Wehrmacht nach Norwegen, um aus Materialien der Reichspropaganda-Kompanien und anderer eingebetteter Filmstellen der Wehrmacht und einigen konfiszierten Materialien norwegischer Kameramänner den Film Kampf um Norwegen – Feldzug 1940 zu montieren. Ab 1940 folgten erneut drei Kulturfilme über Themen der Aerodynamik und Mikro-Photographie. Ab 1942 bemühte Rikli sich um eine Rückkehr in die Schweiz; in dieser Zeit bis zur Entlassung und Ausreise 1944 finden sich nur noch wenige Produktionen, wie zum Beispiel Wolkenspiel oder Erdbeben und Vulkane, für die Martin Rikli zeichnete.
Ab Ende 1944 lebte er wieder in Zürich. 1945 erhielt er von der Schweizer Zentrale für Verkehrsförderung einen Auftrag über mehrere Kulturfilme, der zwei Monate später zurückgenommen wurde. In der Basler National-Zeitung war ein Artikel erschienen, der Martin Rikli wegen des Films und Begleitbuchs Flieger, Funker, Kanoniere angriff. Rikli erstattete Selbstanzeige.
1946 und 1947 arbeitete Martin Rikli für die Iris-Film, realisierte unter anderem die Filme Wolken als Wetterpropheten und Weißer Schleier. Daneben hielt er Vorlesungen und Vorträge über Farbfotografie und schrieb für die Fachzeitschrift Photo-Berater. Illustrierte Monatszeitschrift für den Photo-Amateur. 1948 und 1949 realisierte er mehrere Industriefilme. Sein Film Himmelsbrandung wurde auf den Kurzfilmtagen Hamburg gezeigt und erhielt auf der Biennale Venedig eine «Besondere Auszeichnung». 1950 gründete er in Zürich ein Farbfotoinstitut. Er hielt weiter Fachvorträge, fotografierte und bearbeitete diverse Aufträge.
1969 starb er an einem Herzleiden.
Die Filmhistorikerin Kerstin Stutterheim veröffentlichte einen ausführlichen Lexikonaufsatz zu Leben und Werk Riklis in dem Lexikon des deutschsprachigen Films CineGraph.

## Werke

### Filme (Auswahl)
- Im Flugzeug von Thun am Stockhorn und Niesen vorbei über die Berner Alpen ins Rhonetal (1924)
- Ägypten, das Land der Pyramiden (1925)
- An der Schwelle des Lebens. Auf Streifzügen des Naturforschers mit Fernrohr, Lupe und Mikroskop (1925)
- Heia Safari! (1927/28)
- Nordlandbilder (1928)
- Perlenzucht in Japan (1928)
- Atmen ist Leben (1928/29)
- Land ohne Schatten (1929/30)
- Gold des Nordens (1931)
- Unsichtbare Wolken. Ein Film über die Sichtbarmachung warmer Luft (1931/32)
- Das geheimnisvolle Schiff (1932)
- Filmtagebuch vom Krieg in China (1932)
- Im Heiligtum von Ling Yin (1932)
- Ein Jungbrunnen im Land der Mitte (1932)
- F.P.1 wird Wirklichkeit (1934)
- Gorch Fock. Bilder vom Leben und der Arbeit auf dem Segel-Schulschiff der deutschen Reichsmarine (1934)
- Wunderbauten aus Chinas Kaiserzeit (1934)
- Strömungen und Wirbel (1934)
- Straßen ohne Hindernisse. Ein Film über die Reichsautobahnen (1934/35)
- Abessinien von heute – Blickpunkt der Welt! (1935)
- Unendlicher Weltenraum (1936)
- Pulsschlag des Meeres (1936/37)
- Segen der Kälte (1937)
- Wir erobern Land (1937)
- Röntgenstrahlen (1937)
- Kalt… Kälter…, am kältesten… Ein Film von der Erzeugung tiefer Temperaturen (1937)
- Achtung! Asien marschiert! (1937)
- Sonne, Erde, Mond (1938)
- Arbeitsmaiden helfen (1938)
- Grundstoffe der Ernährung (1938)
- Sinfonie der Wolken (1939)
- Flieger zur See (1938/39)
- Wissenschaft weist neue Wege (1939)
- Inseln im Sandmeer (1940)
- Kampf um Norwegen – Feldzug 1940
- Windige Probleme (1941)
- Wolkenspiel (1943)
- Küchenzauber (1943)
- Wolken als Wetterpropheten (1947)
- Himmelsbrandung (1949)
- Kabel verlegen (1949)
- Trolleybus (1949)

### Schriften
- Martin Rikli: Ich filmte für Millionen. Fahrten, Abenteuer und Erinnerungen eines Filmberichters. Berlin 1942.[7]